# Vernicia montana
Vernicia montana är en törelväxtart som beskrevs av João de Loureiro. Vernicia montana ingår i släktet Vernicia och familjen törelväxter. Inga underarter finns listade i Catalogue of Life.

## Bildgalleri

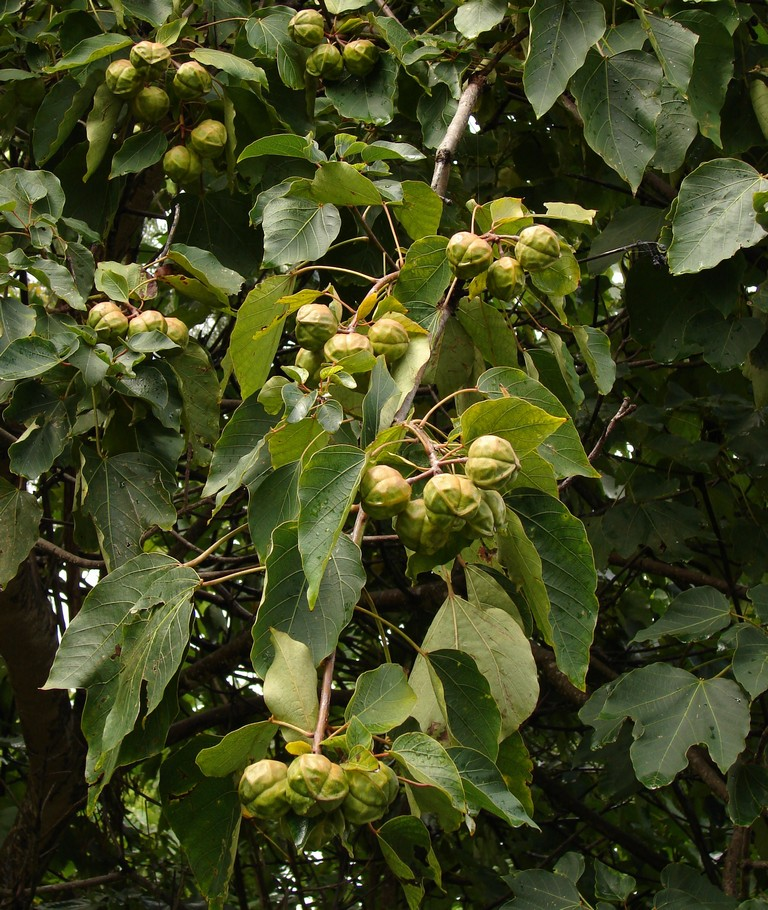
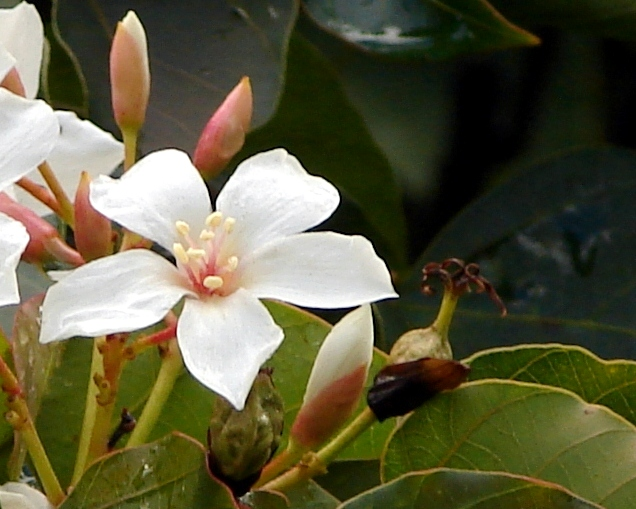
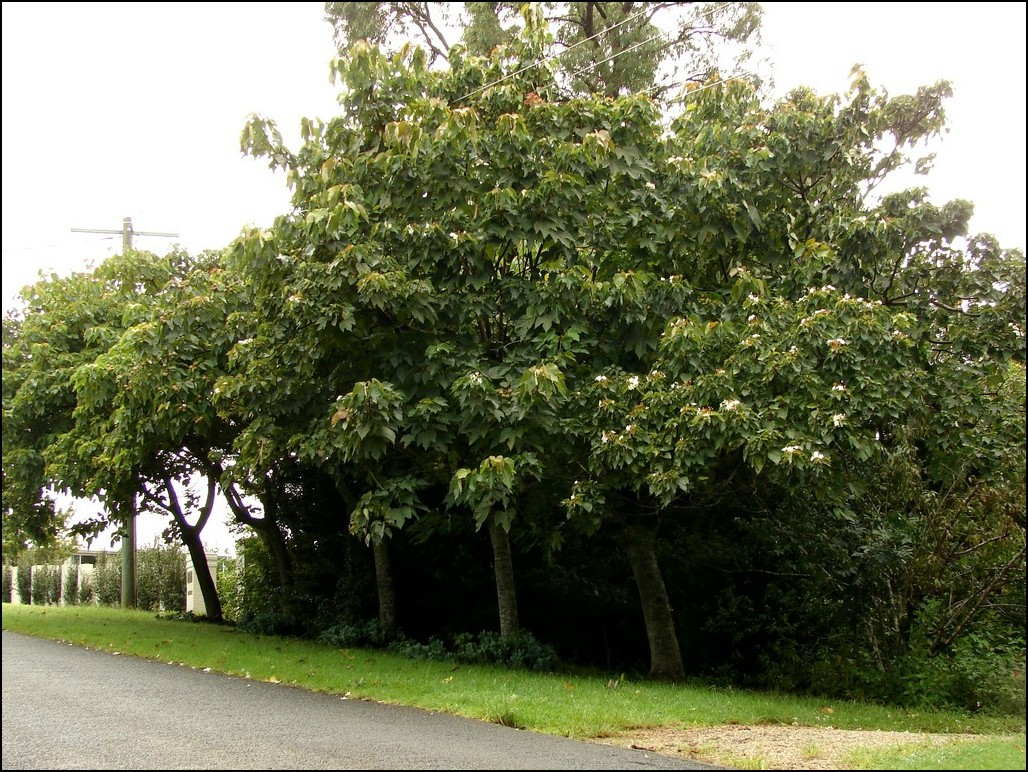